# Sonrisa Salvaje
Sonrisa Salvaje es un álbum de estudio de David Lee Roth, lanzado en 1986, y es la versión en español del álbum Eat 'Em and Smile. La idea de grabar un álbum en español vino del bajista Billy Sheehan luego de haber leído un artículo en una revista que aseguraba que la mitad de la población de México se encontraba en un rango de edades entre 18 y 27 años, por lo que había una gran oportunidad de acceder a ese mercado. La única diferencia entre ambos discos fue la voz de Roth (quien requirió los servicios de un tutor español) pues la instrumentación en ambos fue la misma.

## Lista de canciones
1. "Yankee Rose" - 3:55
2. "Tímido" - 3:24
3. "Soy Fácil" - 2:11
4. "Noche de Ronda en la Ciudad" - 4:08
5. "¡Loco del Calor!" - 3:10
6. "La Calle del Tabaco" - 2:29
7. "Arma de Caza Mayor" - 2:26
8. "En Busca de Pleito" - 3:59
9. "Cuánto Frenesí" - 2:32
10. "Así es la Vida" - 2:45